# Jamal John
Pour les articles homonymes, voir John.
Jamal John, né le 22 janvier 1997, est un coureur cycliste guyanien.

## Biographie
Depuis 2015, Jamal John s'illustre au niveau local en remportant de nombreuses courses. 
En 2019, il devient champion de Guyana sur route à Georgetown,. La même année, il représente son pays lors des championnats panaméricains espoirs. 

## Palmarès et résultats

### Palmarès par année
- 2015
  - 3e étape de l'Independence Three Stage Cycle Road Race[4]
  - Victor Macedo Memorial[5]
  - 2e du championnat de Guyana sur route juniors
- 2016
  - Digicel Cancer Awareness Road Race[6]
  - 3e du championnat de Guyana du contre-la-montre
- 2017
  - 2e étape du Cheddi Jagan Memorial[7]
  - Rain Forest Waters Road Race[8]
  - Regan Rodrigues Memorial[9]
  - Victor Macedo Memorial[10]
  - 2e du championnat de Guyana du contre-la-montre
- 2018
  - Independence Three Stage Cycle Road Race :
    - Classement général[11]
    - 1re étape

  - Regan Rodrigues Memorial[12]
- 2019
  -  Champion de Guyana sur route
  - Albert Rose Memorial[13]
  - Victor Macedo Memorial
  - Hand-in-Hand Race
  - 3e du championnat de Guyana du contre-la-montre
- 2020
  - Guyana Season Opener
- 2021
  - 3e étape de l'Independence Stage Race
  - Kadir Mohamed Memorial
  - 2e de l'Independence Stage Race
- 2022
  - Diamond Mineral Water Race
  - 2e étape de l'Independence Stage Race
  - Victor Macedo Memorial
  - Urban Benjamin Memoria
  - 2e de l'Independence Stage Race
- 2023
  - Harlem Skyscraper Classic
  - Victor Macedo Memorial

### Classements mondiaux
| Année            | 2016 | 2017 |
| ---------------- | ---- | ---- |
| UCI America Tour | 221e | 218e |